# Podozamites
Genre
Podozamites est un genre fossile de feuilles de conifères fossiles. Dans son sens plus large, il a été utilisé comme morphogène (taxon de forme) pour désigner toutes les feuilles de conifères à nervures multiples à feuilles larges. Les conifères à feuilles larges modernes avec une forme similaire incluent Agathis dans la famille des Araucariaceae et Nageia dans les Podocarpaceae, avec certains Podozamites sensu lato appartenant probablement aux mêmes familles.
Dans un sens plus étroit, Podozamites a été utilisé pour désigner les feuilles d'un groupe probablement monophylétique de conifères voltzialiens à larges feuilles caduques qui vivaient dans l'hémisphère nord, en particulier en Asie de l'Est et en Sibérie, du Trias supérieur au début du Crétacé supérieur, où il faisaient partie des communautés des marécages houillers humides.

## Description

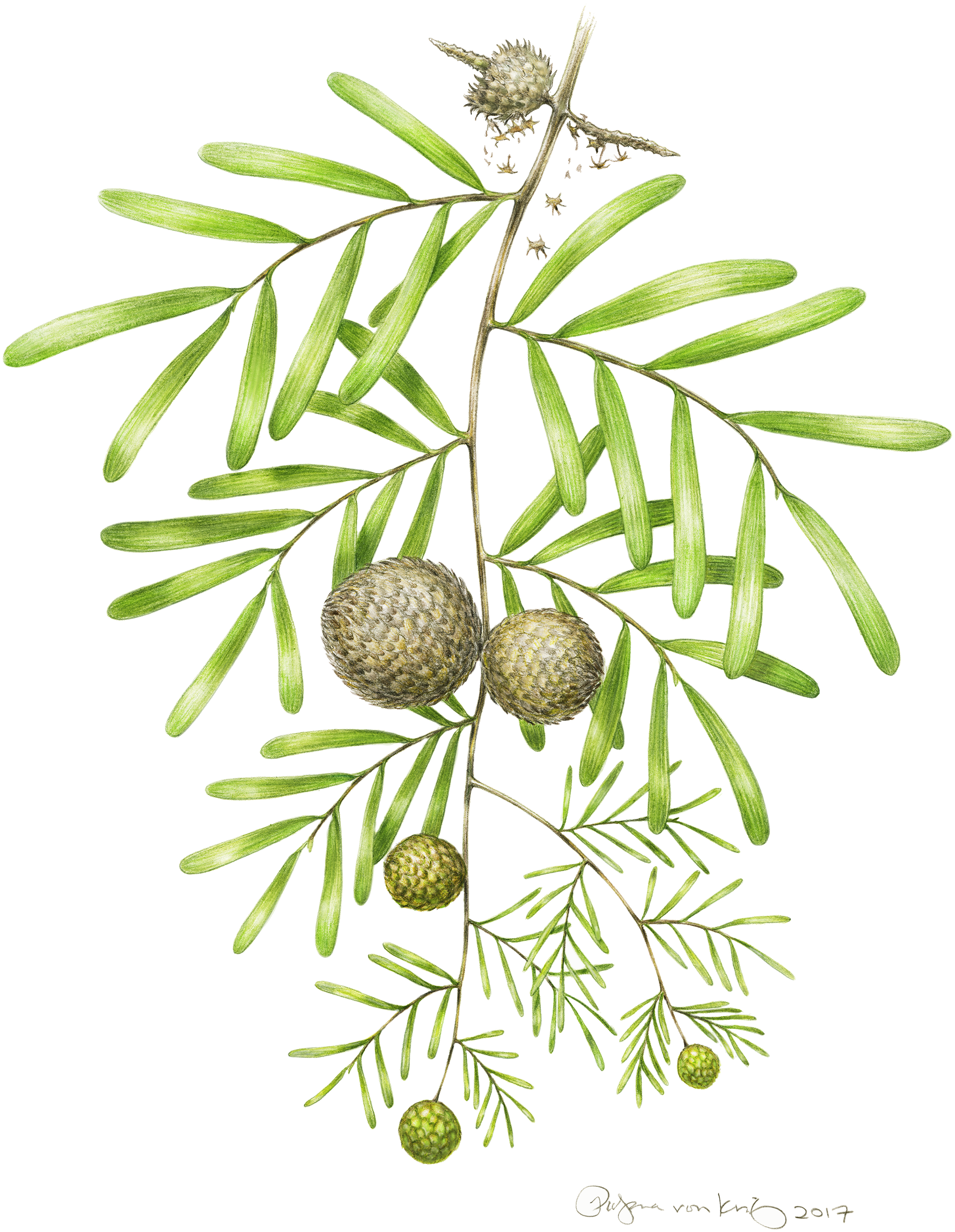
Reconstitution de Podozamities harrisii avec les cônes associés de Krassilovia mongolica du Crétacé inférieur de Mongolie. Art par Pollyanna von Knorring

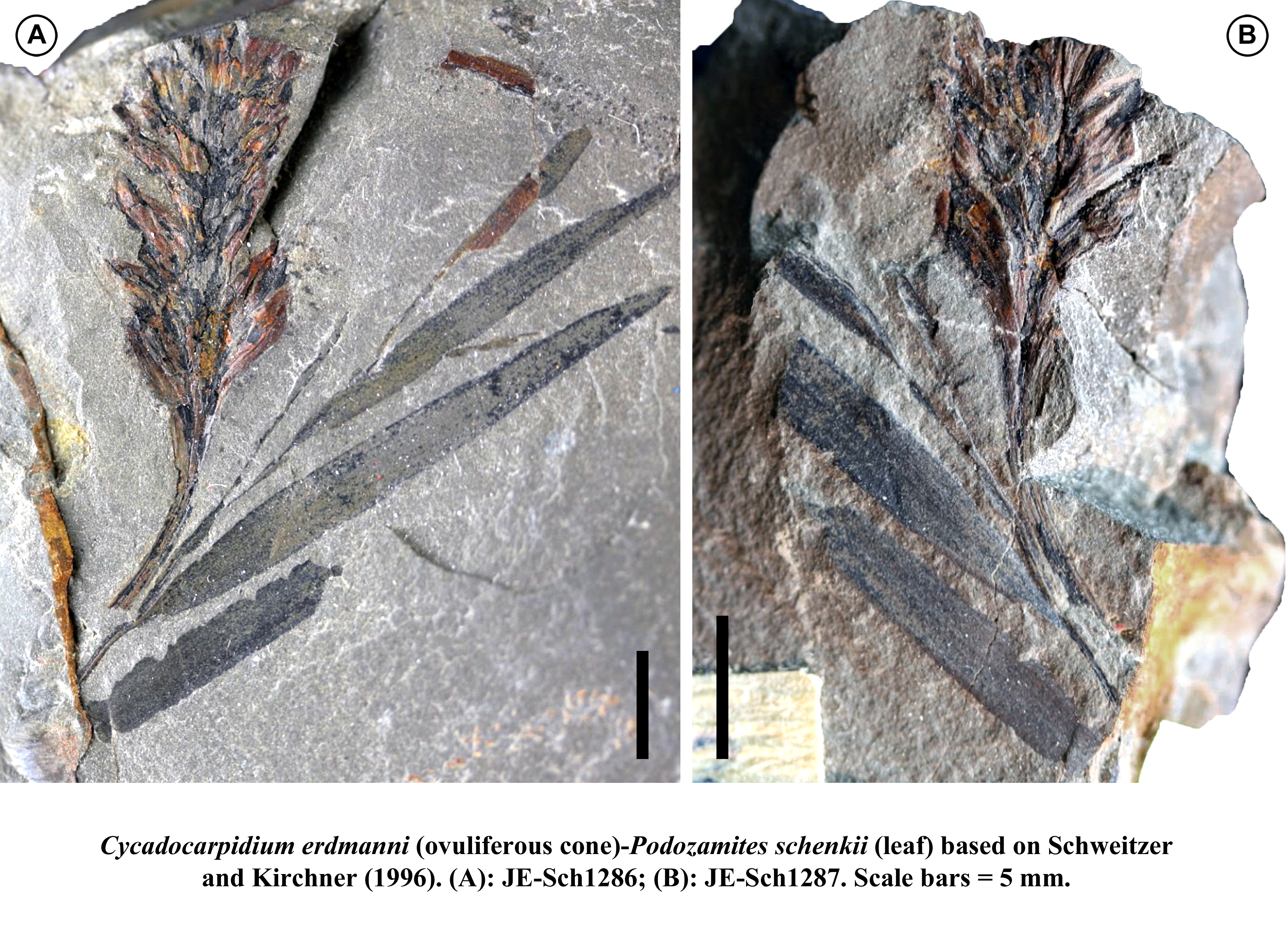
Cône de Cycadocarpidium erdmanni et feuilles de Podozamites schenkii du Trias supérieur d'Iran

Dans de bonnes conditions, les feuilles de Podozamites sensu stricto préservent les cuticules délicates et les dommages causés par les insectes, et on pense qu'elles sont régulièrement éliminées. Ils sont associés à des cônes de conifères des genres Swedenborgia, Cycadocarpidium et Krassilovia.
Les feuilles de Podozamites sont en forme de sangle ou oblongues, avec des côtés parallèles et des nervures longitudinales denses. Ils s'attachent à une branche mince selon un motif hélicoïdal, mais se tordent dans une orientation distique (se trouvant dans un seul plan le long de la branche). Les surfaces supérieure (adaxiale) et inférieure (abaxiale) de la feuille ont des cellules disposées en bandes longitudinales. Certaines bandes sur la surface abaxiale hébergent de larges stomates qui sont paracytiques (avec une cellule subsidiaire latérale et parallèle à chaque cellule de garde dans une stomie). Ceci est similaire aux Gnetales et en particulier aux bennettitaliens, ce qui suggère qu'ils pourraient être liés à ces groupes.
Le cône de Krassilovia est à peu près sphérique et se compose de complexes d'écailles de bractées imbriqués et imbriqués entourant un axe central. On pense que le cône s'est désintégré à maturité pour libérer les graines ailées. En revanche, les cônes de Swedenborgia et de Cycadocarpidium sont allongés et ne sont que faiblement emballés.

## Histoire évolutive
Il a été suggéré que Podozamites sensu stricto sont étroitement liés à Telemachus, un conifère à larges feuilles connu du Trias du Gondwana. Podozamites sensu stricto se sont répandus pour la première fois aux latitudes moyennes au cours du Trias supérieur. Au Jurassique inférieur en Asie de l'Est, elle formait des assemblages presque monospécifiques où elle était la plante dominante. Au cours du Jurassique, la distribution s'est déplacée vers le nord en réponse à l'assèchement des basses latitudes, se limitant entre 60 et 30 degrés nord par le Crétacé inférieur. Podozamites senus stricto s'éteindrait au cours du stade Turonien du Crétacé supérieur, coïncidant avec l'arrivée des plantes à fleurs dans la région sibérienne.

## Espèces
Un certain nombre d'espèces du genre ont été répertoriées par Fossilworks, en mai 2021 : Podozamites agardhianus, Podozamites distans, Podozamites lanceolatus, Podozamites longifolius, Podozamites mucronatus, Podozamites pinnatus et Podozamites schenki. Agathis jurassica, initialement identifié comme Podozamites lanceolatus, a également été placé dans ce genre. Podozamites harrissii du Crétacé inférieur de Mongolie est associé à Krassilovia mongolica, tandis que Podozamites schenkii est associé au Trias-Jurassique Swedenborgia cryptomerioides et au Trias Cycadocarpidium erdmanni. Il a été noté que les Agathis (Araucariaceae) et Nageia (Podocarpaceae) existants sont considérés comme des membres des Podozamites sous son sens morphogène.